# Christopher Lethbridge (político australiano)
Christopher Baron Lethbridge (30 de agosto de 1886 - 8 de marzo de 1981) fue un político australiano y miembro de la Asamblea Legislativa de Nueva Gales del Sur entre 1937 y 1946. Fue miembro independiente del parlamento.

## Primeros años
Lethbridge nació en Mitchell, Queensland, y fue hijo de un empleado administrativo. Estudió en la Escuela de Gramática de Brisbane y se convirtió en un aprendiz de empleado administrativo. Sirvió con la Primera Fuerza Imperial Australiana en Francia durante la Primera Guerra Mundial. Lethbridge fue admitido como abogado en 1920 y fundó Nicholson and Lethbridge, un bufete de abogados en Corowa, donde destacó por su representación legal de colonos soldados. Lethbridge estuvo involucrado en organizaciones comunitarias, incluida la Junta de Ambulancias y el Club de Carreras de Corowa. Lethbridge también desarrolló una granja, 'Barondale', en la región de Corowa.

## Parlamento estatal
Lethbridge ingresó al parlamento como miembro independiente por Corowa después de ganar la elección parcial de noviembre de 1937 causada por la muerte del antiguo miembro del Partido Country, Richard Ball. El Partido Laborista no compitió en la elección parcial, pero apoyó a Lethbridge, lo que provocó acusaciones de que era un títere del Partido Laborista. Esta impresión se intensificó cuando Lethbridge se unió a los miembros laboristas y a los miembros rebeldes del Partido de Australia Unida en agosto de 1939 para aprobar una moción de censura al primer ministro Bertram Stevens, lo que provocó la caída del gobierno de Stevens. El voto de Lethbridge dio a los oponentes de Stevens su victoria por 1 voto. Sin embargo, Lethbridge generalmente votaba con los partidos conservadores y después de 1939 se le consideraba un independiente conservador. Mantuvo el escaño con esta designación hasta que se unió al naciente Partido Liberal en julio de 1946. Al mes siguiente, renunció al parlamento para disputar el escaño de la División de Riverina en las elecciones federales de 1946 como candidato liberal. Quedó tercero detrás del titular del Partido Laborista Australiano, Joe Langtry, y del Partido Country, Hugh Roberton. Disputó la elección parcial por Corowa, causada por su renuncia, como candidato liberal, pero fue fácilmente derrotado por el candidato del Partido Country, Ebenezer Kendell.  Lethbridge luego se retiró de la vida pública. No ocupó cargos en el caucus, parlamentarios o ministeriales.